# Понти, Жан-Люк
Жан-Люк Понти́ (англ. Jean-Luc Ponty; род. 29 сентября 1942 года, Авранш) — французский джазовый скрипач и композитор. Широко пользовался электромагнитным звукоснимателем для скрипки и различными синтезаторами, модифицировавшими естественный звук скрипки.

## Очерк биографии и творчества
Из семьи профессиональных академических музыкантов. В 1960 году окончил с отличием Парижскую  консерваторию. Три года работал в симфоническом «Оркестре Ламурё», но затем увлёкся джазом и выпустил свой дебютный альбом «Jazz long playing» в 1964 (коммерческого успеха не имел). Получил первую известность после концерта в Базеле в 1966, где играл в ансамбле с известными скрипачами Стефаном Граппелли, Свендом Асмуссеном и Стаффом Смитом. В 1967 впервые гастролировал в США. В конце 1960-х годов оснастил скрипку электромагнитным звукоснимателем и с тех пор в концертной и студийной работе почти не использовал акустический инструмент. В 1973 эмигрировал в США. Пик творческой активности Понти пришёлся на вторую половину 1970-х и начало 1980-х годов, когда он выпустил свои лучшие сольные альбомы.
Выступал на многих международных джазовых фестивалях (в Монтрё с 1967 года), в знаменитых концертных залах (Карнеги-Холл с 1987 года, Дрезденская опера в 2001 году). Гастролировал по всему миру, в том числе неоднократно (с 2006) в России. В середине 70-х сотрудничал с Оркестром Махавишну (альбомы Apocalypse, Visions и The Mahavishnu Orchestra & John McLaughlin.
Для стиля Понти характерны красочная гармония (с ощутимым влиянием французского импрессионизма, как в «Waking dream»), остинато с модализмами, в том числе с использованием звукорядов симметричных ладов, включение фольклорного тематизма и ритмики, но без прямых заимствований («New country», жига «Celtic steps»), эксперименты с музыкальной формой (4-частная композиция «Enigmatic ocean», 3-частная «The struggle of the turtle to the sea»), виртуозная импровизация (иногда специфически «белая», без опоры на стилевые клише афроамериканского джаза), «синтетические» тембры и специальные эффекты, существенно изменяющие оригинальный звук скрипки («Мираж», одна из самых популярных композиций Понти).

## Дискография (выборка)

### Солист
- Electric Connection (1969)
- Open Strings (1972)[1]
- Upon the Wings of Music // На крыльях музыки (1975)
- Aurora // Аврора (1976)
- Imaginary voyage // Воображаемое путешествие (1976)
- Enigmatic Ocean // Загадочный океан (1977)
- Cosmic messenger // Посланник из космоса (1978)
- Live (1979)
- A Taste for Passion // Вкус к страсти (1979)
- Civilized evil // Цивилизованное зло (1980)
- Mystical Adventures // Мистические приключения (1982)
- Individual Choice // Индивидуальный выбор (1983)
- Open Mind // Открытый разум (1984)
- Fables // Басни (1985)
- The Gift of Time // Дар времени (1987)
- Storytelling // Повествование (1989)

### Участие в других проектах
- совместно со скрипачами С. Граппелли, С. Асмуссеном и С. Смитом: Violin summit // Скрипичный саммит (запись с концерта в Базеле, 1966)
- совместно со скрипачами Д. Харрисом, М. Урбаняком и др.: New violin summit // Новый скрипичный саммит (1971)
- Оркестр Махавишну: Apocalypse // Апокалипсис, при участии Лондонского симфонического оркестра под управлением М. Тилсона Томаса (1974)
- Оркестр Махавишну: Visions of the emerald beyond (1975)
- Чик Кориа: My Spanish heart // Моё испанское сердце (1976).
- совместно с гитаристами Э. ди Меолой и С. Кларком: The rite of strings // Обряд струнных (1995).
- Anderson Ponty Band (совместно с Джоном Андерсоном): Better Late Than Never // Лучше поздно, чем никогда (2015)